# Eois sordida
Eois sordida là một loài bướm đêm trong họ Geometridae.